# Reginald Johnston
Sir Reginald Fleming Johnston, KCMG, CBE (13. října 1874 Edinburgh – 6. března 1938 tamtéž) byl skotský diplomat, který sloužil jako učitel a poradce Pchu Iho, posledního čínského císaře. Byl také posledním britským správcem Weihaiwei.

## Raná léta
Narodil se v Edinburghu, ve Skotsku, studoval na Univerzitě v Edinburghu a později na Magdalen College v Oxfordu.
V roce 1898 vstoupil do koloniálních služeb a pracoval v Hongkongu. Po počátečním pobytu v Hongkongu byl Johnston roku 1906 převezen na britské pronajaté území Weihaiwei na pobřeží poloostrova Shandong jako územní správce. Zde pracoval po boku sira Jamese Haldana Stewarta Lockharta. Johnston byl vášnivým cestovatelem, v roce 1902 procestoval Tonkin, Laos a Siam, 1904 navštívil Kiautschou, Jinan a později i Koreu. V lednu roku 1906 vyrazil na roční cestu z Pekingu do Mandalay, přičemž v roce 1908 vydal publikaci zaznamenávající jeho zkušenosti.

## Tutorem Pchu Iho
V roce 1919 byl jmenován tutorem třináctiletého Pchu Iho, jenž byl stále uvězněn uvnitř Zakázaného města v Pekingu, coby panovník bez faktické moci.
Johnston, jako skotský tutor Dračího císaře, byl spolu s Isabel Ingram, dcerou amerického misionáře a tutorkou císařovny, jediným cizincem v historii, kterému bylo povoleno pobývat na dvoře dynastie Čching. Johnston postupně obdržel vysoké císařské tituly a žil střídavě v Zakázaném městě a Letním paláci.
Johnston se setkal s právoplatným dědicem dynastie Ming Zhu Yuxunem a zařídil jeho setkání s Pchu Im v Zakázaném Městě.
Poté, co byl Pchu I roku 1924 vyhnán ze Zakázaného města, působil Johnston jako tajemník Britské komise pro odškodnění Číny (1926). V roce 1927 byl jmenován druhým civilním komisařem ve Weihaiwei. Zde pracoval, dokud se nevrátil do Číny dne 1. října 1930.

## Po návratu z Číny
Roku 1931 byl Johnston jmenován profesorem čínštiny na Londýnské univerzitě, na Fakultě orientálních a afrických studií, které později odkázal svou knihovnu. Tato knihovna, jedna z nejlepších sbírek čínské a východoasijské literatury v zemi, se skládá z více než 16 000 svazků.
Zůstal v kontaktu s Pchu Im, což se ukázalo být problematickým poté, co bývalý císař nastoupil na trůn japonského loutkového státu Mandžukuo.
Johnston odešel do důchodu v roce 1937 poté, co získal malý ostrov Eilean Righ na jezeře Loch Craignish ve Skotsku. Zde vybudoval čínskou zahradu a vyvěsil vlajku Mančukua. Zemřel v Edinburghu po krátké nemoci.
Nikdy se neoženil, ale byl zasnouben s historičkou Eileen Powerovou a byl si blízký se spisovatelkou Stellou Bensonovou. Paní Elizabeth Sparshottová, s níž byl zasnouben v posledním období svého života, na jeho žádost spálila mnoho z jeho dopisů a jiných materiálů.
Johnstonova kniha Soumrak v Zakázaném Městě (1934) popisuje jeho zážitky z Pekingu a byla použita jako zdroj pro Bernardo Bertolucciho film popisující Pchu Iho život Poslední Císař. Ve filmu jej ztvárnil Peter O ' Toole.

## Publikované práce
- [s.l.]: [s.n.] ISBN 978-1-112-55778-1.
- [s.l.]: [s.n.] ISBN 0-9680459-7-9.
- [s.l.]: [s.n.] ISBN 978-1-148-73250-3.
- [s.l.]: [s.n.] ISBN 978-1-149-01612-1.
- [s.l.]: [s.n.] ISBN 0-9680459-3-6.
- [s.l.]: [s.n.] ISBN 978-1-112-04861-6.
- [s.l.]: [s.n.] ISBN 978-1481220675.
- [s.l.]: [s.n.] ISBN 0-9680459-5-2.
- [s.l.]: [s.n.] ISBN 0-9680459-4-4.